# Adi Berber
Pour les articles homonymes, voir Berber.
Adolf Berber, connu sous le nom d'Adi Berber, aussi Ady Berber, né à Vienne (à l'époque en Autriche-Hongrie) le 4 février 1913 et mort dans cette ville le 3 janvier 1966, est un acteur et lutteur (lutte libre) autrichien. Il est apparu dans 38 films entre 1936 et 1966.

## Biographie
Fils d'un propriétaire d'un hôtel-restaurant, Adi Berber se tourne vers les sports de ring et est champion du monde professionnel de lutte en freestyle en 1937 à Chemnitz. Il remporte trois fois le championnat du monde européen et deux fois en catch. En 1951, il met fin à sa carrière sportive.
Il joue dans son premier film en 1936 et, en raison de sa physionomie redoutable — il avait une taille de 195 cm et pesait 150 kg —, il reçoit souvent des rôles de méchants.
Un mois avant son 53e anniversaire, il meurt à Vienne d'un cancer. Il est enterré au cimetière du sud-ouest  à Vienne (de). Adi Berber était marié et avait trois enfants.

## Filmographie partielle

### Au cinéma
- 1936 : L'Amour et l'Art (Burgtheater)
- 1939 : Ich bin Sebastian Ott
- 1940 : Donauschiffer
- 1948 : Der Herr Kanzleirat
- 1952 : Im weissen Rössl
- 1952 : Knall und Fall als Hochstapler
- 1952 : Saison in Salzburg (de)
- 1953 : Die Nacht ohne Moral
- 1953 : Einmal keine Sorgen haben
- 1953 : Im Krug zum grünen Kranze
- 1954 : Rummelplatz der Liebe
- 1954 : Ceux du voyage (Carnival Story), de Kurt Neumann
- 1955 : Lola Montès
- 1955 : Marianne
- 1955 : Marianne de ma jeunesse
- 1956 : ... und wer küsst mich?
- 1957 : Almenrausch und Edelweiss
- 1959 : Ben-Hur : Malluch
- 1959 : Peter Voss – der Held des Tages
- 1959 : Tausend Sterne leuchten
- 1960 : Das Dorf ohne Moral
- 1960 : Gauner-Serenade
- 1961 : Le Dernier Passage (Geheime Wege)
- 1961 : Le Retour du docteur Mabuse (Im Stahlnetz des Dr. Mabuse)
- 1961 : Les Mystères de Londres (Die toten Augen von London)
- 1961 : Schlager-Revue 1962
- 1962 : Der Zigeunerbaron
- 1962 : La Porte aux sept serrures (Die Tür mit den 7 Schlössern)
- 1963 : Le Foulard indien (Das indische Tuch)
- 1963 : Die Nylonschlinge
- 1963 : Die schwarze Kobra
- 1963 : L'Auberge enchantée (Im singenden Rößl am Königssee)
- 1963 : Scotland Yard jagt Dr. Mabuse
- 1964 : Petit Déjeuner avec la mort (Frühstück mit dem Tod)
- 1964 : Tim Frazer à la poursuite du mystérieux monsieur X (Tim Frazer jagt den geheimnisvollen Mister X)
- 1964 : Nos folles tantes à Hawaï (Unsere tollen Tanten in der Südsee)
- 1965 : Hotel der toten Gäste
- 1965 : Tausend Takte Übermut
- 1965 : Un milliard dans un billard (Diamantenbillard)
- 1966 : Der Mörder mit dem Seidenschal
- 1966 : Der Würger vom Tower